# Собачья жизнь (фильм, 2017)
«Соба́чья жизнь» (англ. A Dog’s Purpose) — американский комедийно-драматический приключенческий фильм режиссёра Лассе Халльстрёма по сценарию У. Брюса Кэмерона, Катрин Мишон, Одри Уэллс, Майи Форбс и Уоллеса Володарски, основанный на романе У. Брюса Кэмерона «Жизнь и цель собаки». В главных ролях Бритт Робертсон, Апа Кей Джей в его дебюте, Джульет Райлэнс, Джон Ортис и Деннис Куэйд, а Джош Гэд озвучил множество ролей. Он охватывает темы лояльности, горя и неблагополучной семьи в серии перерождений.
Фильм совместного производства компаний Amblin Entertainment, Reliance Entertainment, Walden Media и Pariah Entertainment Group. Фильм был выпущен 27 января 2017 года в США и 30 марта в России компанией Universal Pictures, заработал 205 миллионов долларов по всему миру и получил смешанные отзывы от критиков. Это была последняя роль Пегги Липтон в кино перед её смертью в 2019 году.
Продолжение, «Собачья жизнь 2», вышло 17 мая 2019 года.

## Сюжет
По сюжету главный персонаж фильма находится в постоянном поиске своего предназначения. Хочет понять, зачем он приходит в этот мир.
Первая жизнь собаки закончилась очень быстро. Служба отлова бродячих животных хватает его на улице и отвозит в клинику на усыпление.
Но вдруг он понимает, что снова появился на свет. В этой жизни он — золотистый ретривер. Щенок убегает из приюта, но какие-то злодеи ловят его и хотят заработать на нём денег. Когда мужчинам нужно уйти по своим делам, они бросают малыша в салоне автомобиля без воды. Щенок чуть не погиб от обезвоживания на жаре. Но женщина с сыном увидели его и спасли, разбив стекло машины. Они взяли щенка в семью и назвали Бэйли. Щенок сразу же признал своим хозяином мальчика Итана. Итан воспитывал пса, гулял, играл с ним в игры. Когда Итану понравилась девушка по имени Ханна, Бэйли помог ему с ней познакомиться. С тех пор они всегда проводили время втроём, как одна семья.
Однажды Итан поссорился со своим одноклассником Тоддом. И тот со злости устроил пожар в доме Итана. Бэйли разбудил всю семью и не дал им сгореть в огне. Но Итана увезли в больницу. А домой он вернулся на костылях. Из-за этой трагедии мальчик потерял бесплатное место в спортивном колледже. От злости на весь мир и жалости к себе он разрывает отношения с Ханной и поступает в колледж сельского хозяйства. Когда Итан уезжает и оставляет Бэйли, пёс очень тяжело переживает разлуку. И в конечном счёте погибает от тоски.
Однако, Бэйли вновь рождается, но уже щенком немецкой овчарки. Его новая кличка — Элли, так как он теперь девочка. И работает в полиции К-9 со своим новым хозяином-полицейским. Теперь смысл своей жизни собака видит в поиске и преследовании бандитов. На одном задании овчарка погибает от пули.
И снова новая жизнь. Теперь Бэйли — маленький пёсик по кличке Тино. Он влюбляется в большую собаку Рокси. И его предназначение — заботиться о Рокси и оберегать её. Когда Рокси умирает, Тино грустит. Но к этому времени он уже сам довольно старый и вскоре тоже умирает.
В очередной жизни Бэйли становится большим псом. Получает кличку Вафля. Хозяин сажает его на цепь и держит впроголодь. Когда пёс надоедает ему, хозяин отвозит Бэйли загород и бросает одного. Теперь Бэйли свободен. Он находит дом своего первого хозяина. Итан хочет прогнать пса, но Бэйли упорно сидит под дверью. Тогда Итан отвозит его в приют для бездомных собак.
Однако утром, обдумав свои действия ещё раз, Итан возвращается и забирает собаку. Теперь Бэйли счастлив. Но он видит, что хозяин всё время грустит. Тогда пёс находит его бывшую подругу Ханну. Когда бывшие влюблённые встречаются, они решают начать всё заново. А Итан узнаёт в Бадди своего любимого пса Бэйли.
В итоге Бэйли понимает в чём смысл жизни. Нужно жить здесь и сейчас. Не переживая ни о прошлом, ни о будущем.

## В ролях
- Деннис Куэйд — Взрослый Итан Монтгомери
- Кей Джей Апа — Итан Монтгомери в юности
- Пегги Липтон — Взрослая Ханна
- Бритт Робертсон — Ханна в юности
- Джульет Райлэнс — Элизабет Монтгомери, мать Итана
- Джон Ортис — Карлос Руис
- Джош Гэд — Бэйли, Бадди, Тино, Элли
- Логан Миллер — Тодд

## Производство
В 2015 году DreamWorks приобрела права на фильм по роману Кэмерона. 8 мая 2015 года было объявлено, что режиссёром фильма будет Лассе Халльстрём. 5 августа 2015 года к актёрскому составу присоединились Бритт Робертсон и Деннис Куэйд. 18 сентября 2015 года на роль в фильме был выбран Pooch Hall. 15 октября 2015 года к актёрскому составу присоединился Брэдли Купер, чтобы озвучить внутренний голос Бейли, но роль в конечном итоге была отдана Джошу Гэду. Съёмки начались 17 августа 2015 года. Во время производства возникли споры по поводу обращения с собаками во время съёмок.

## Прокат
Премьера в Сингапуре и Таиланде состоялась 2 марта 2017 года, в России — 30 марта 2017 года, в Индии — 31 марта 2017 года.

## Критика
Фильм получил смешанные отзывы кинокритиков. На сайте Rotten Tomatoes фильм имеет рейтинг 35 % на основе 141 рецензии со средним баллом 4,8 из 10. На сайте Metacritic фильм имеет оценку 43 из 100 на основе 32 рецензий критиков, что соответствует статусу «смешанные или средние отзывы».

## Скандалы
18 января 2017 года веб-сайт TMZ показал съёмочные кадры из фильма, где немецкую овчарку по кличке Геракл пытаются опустить в мчащиеся воды, при этом собака оказывала активное сопротивление. Организация American Humane Association объявила, что животные не пострадали во время съёмок и что инцидент находится в стадии расследования. PETA призвала к бойкоту фильма.

## Продолжение
21 июня 2017 года главный исполнительный директор Amblin Entertainment Майкл Райт объявил, что в разработке находится продолжение. 26 августа 2018 года Universal начала производство продолжения, режиссёром которого является Гейл Манкусо, премьера которого состоялась 17 мая 2019 года. Куэйд и Гэд повторили свои роли, в актёрский состав также вошли Марг Хелгенбергер (заменив Пегги Липтон, которая серьезно заболела), Бетти Гилпин, Кэтрин Прескотт и Генри Лау. Трейлер продолжения под названием «Собачья жизнь 2» вышел в январе 2019 года.